# Jan van Valenciennes

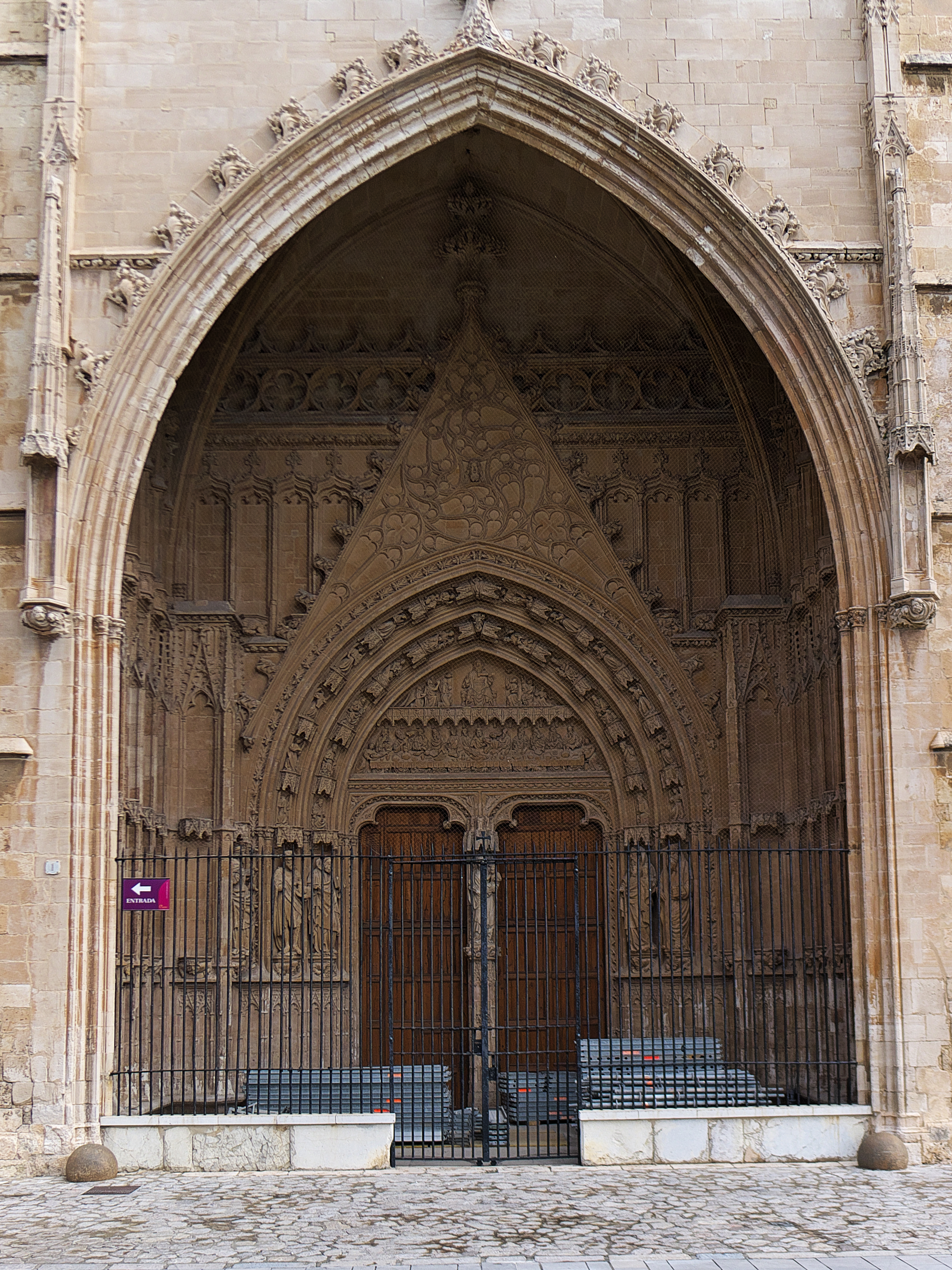
Kathedraal Palma de Mallorca

Jan van Valenciennes (fl. 1376-1397) was een 14e-eeuws beeldhouwer actief in Brugge en Palma de Mallorca. Hij behoort tot de internationale gotiek en was een van de eerste beeldhouwers in de Nederlanden aan wie specifieke sculpturen kunnen worden toegewezen.

## Loopbaan
In 1364 verschijnt een Jan Van Valenchine in het register van het Brugse schildersgild, waartoe ook het ambacht der beeldenmakers behoorde. Zijn naam duidt erop dat hij waarschijnlijk uit Valenciennes in het graafschap Henegouwen kwam, net als zijn latere medewerker Jean de Beauneveu.
Uit de stadsrekeningen weten we dat hij de leiding had over het beeldenprogramma van het Brugse stadhuis, dat vanaf 1376 werd gebouwd en als voorbeeld zou dienen voor vele monumentale stadhuizen in de Nederlanden. Het is zelfs niet uitgesloten dat Jan van Valenciennes er de architect van was. In elk geval ontwierp hij de gevelbeelden (graven van Vlaanderen en bijbelse figuren), de kraagstenen en de sculpturale elementen van de gewelven op de verdieping. Veel van dit werk kreeg vorm in zijn atelier. Hij is in 1383 ook betaald voor werk aan het kapelgewelf van het Prinsenhof, dat toen werd opgetrokken door graaf Lodewijk van Male. De laatste Brugse vermeldingen over Jan van Valenciennes dateren uit 1386 in verband met de houten gewelven van het stadhuis. Allicht werkte hij nog door tot 1390 en zette Colard de Cats zijn werk voort.
Het heeft er alle schijn van dat hij toen niet is overleden, maar te vereenzelvigen valt met de Johan de Valencines die in juli 1393 opduikt in de archieven van de kerkfabriek te Palma de Mallorca. Zeker tot 1397 beeldhouwde hij er aan het hoofdportaal van de kathedraal, met name aan het Laatste Avondmaal in de architraaf. Door het verlies van de rekeningen voor de periode 1398-1401 is niet duidelijk wat hij er nog uitvoerde.

## Bewaard werk
De gevelbeelden van het stadhuis gingen verloren in 1792, maar de 26 zandstenen kraagstenen bleven bewaard, werden afgenomen in de restauratiecampagne van 1854 en 1863 en zijn tegenwoordig onderdeel van Gruuthuusecollectie. Veertien ervan zijn toe te schrijven aan Jan van Valenciennes en zijn atelier. Ook de gewelven van de Gotische Zaal getuigen nog van zijn kunst (met name de ribben en de kraagstenen met thematische voorstellingen van jaargetijden, maanden en natuurelementen).

## Naamvarianten
Jan van Valenchine, Johan de Valencines, Juan de Valençines, Jean de Valenciennes, Jan van Valencijn.